# Passaliolla aspericeps
Passaliolla aspericeps är en skalbaggsart som beskrevs av Edgar von Harold 1876. Passaliolla aspericeps ingår i släktet Passaliolla och familjen Aphodiidae. Inga underarter finns listade i Catalogue of Life.